# Lin Sen
Lin Sen (em chinês:林森; pinyin: Lín Sēn; 16 de março de 1868 - 1 de agosto de 1943), nome de cortesia Tze-chao (子 超), apelido de Chang-jen (長 仁), era um político chinês que atuou como chairman do Governo Nacional da República da China de 1931 até sua morte.

## Juventude
Nascido em uma família de classe média em Shanggan Township (尚 幹 鄉), Minhou County (閩侯 縣), Fujian, Lin foi educado por missionários americanos. Posteriormente, trabalhou no Escritório de Telegramas de Taipé, Taiuã, em 1884. Após a Primeira Guerra Sino-Japonesa, ele se envolveu em atividades de guerrilha contra os ocupantes japoneses. Ele retornou ao continente e trabalhou na alfândega de Xangai em 1902. Mais tarde, ele morou no Havaí e em São Francisco.
Lá ele foi recrutado pelo Tongmenghui em 1905 e foi um organizador internacional do Kuomintang. Durante a Revolução Xinhai, ele estava no comando da revolta de Jiangxi. Tornou-se presidente do Senado na Assembleia Nacional. Após a fracassada Segunda Revolução contra o presidente Yuan Shikai, Lin fugiu com Sun Yat-sen para o Japão e se juntou ao Partido Revolucionário Chinês. Ele foi enviado aos Estados Unidos para arrecadar fundos nas filiais locais do partido. Em 1917, ele seguiu Sun para Guangzhou, onde continuou a liderar sua "sessão extraordinária" durante o Movimento de Proteção Constitucional. Quando a assembleia desertou para o Governo de Beiyang, ele permaneceu com Sun e mais tarde serviu como governador de Fujian.
Lin era membro do direitista Western Hills Group, com sede em Xangai. O grupo foi formado em Pequim logo após a morte de Sun em 1925. Eles convocaram um congresso do partido para expulsar os comunistas e declarar a revolução social como incompatível com a revolução nacional do KMT. O partido anulou esta facção e o congresso que se seguiu expulsou os líderes de Western Hills e suspendeu a adesão dos seguidores. Eles apoiaram o expurgo dos comunistas por Chiang Kai-shek em 1927. Lin se tornou o líder da facção Western Hills e empreendeu uma turnê mundial após a queda do governo Beiyang.

## Presidência
Em 1931, a prisão de Hu Hanmin pelo presidente Chiang causou alvoroço dentro do partido e dos militares. Lin e outros funcionários de alto escalão pediram o impeachment de Chiang. A invasão japonesa da Manchúria impediu a erupção da guerra civil, no entanto, fez com que Chiang renunciasse em 15 de dezembro. Lin foi nomeado em seu lugar como presidente interino e confirmado como presidente em 1 de janeiro de 1932. Ele foi escolhido como um sinal de pessoal respeitava e detinha poucos poderes, já que o KMT queria evitar uma repetição do governo de Chiang. Ele nunca usou o Palácio Presidencial, no qual Chiang continuava a residir, e preferia sua modesta casa alugada perto do Mausoléu de Sun Yat-sen. A influência de Chiang foi virtualmente restaurada após a Batalha de Xangai (1932) como os grandes do partido perceberam sua necessidade.
Pouco depois de assumir a presidência, Lin Sen embarcou em uma longa viagem que o levou às Filipinas, Austrália, Estados Unidos, Reino Unido, Alemanha e França. Ele visitou a diáspora chinesa e as organizações partidárias do Kuomintang nesses países. Esta foi a primeira visita ao exterior de um chefe de estado da China.
Em 1934, a revista TIME chamou-o de "presidente fantoche Lin", e quando houve uma palestra de Chiang Kai-shek em uma "conferência secreta de líderes do governo" de conceder ao presidente da China poderes reais, insinuando que Chiang estava pensando em tomar a própria presidência, uma vez que Chiang detinha o poder real, enquanto a posição de Lin era descrita como "classe de testa de ferro". 
Embora tivesse pouca influência nas políticas públicas, Lin era altamente respeitado pelo público como um velho estadista que estava acima da política. Sua falta de ambição política, corrupção e nepotismo era uma característica extremamente rara. Ele emprestou dignidade e estabilidade a um cargo enquanto outras instituições estatais estavam no caos.
Viúvo, Lin usou sua posição para promover a monogamia e o concubinato de combate, que se tornou um crime punível em 1935. Ele também pediu uma resolução pacífica quando Chiang foi sequestrado durante o Incidente de Xi'an. A unidade nacional foi algo que ele enfatizou à medida que as relações com o Japão se deterioravam ainda mais.
Quando a Segunda Guerra Sino-Japonesa entrou a todo vapor em 1937, ele se mudou para a capital do tempo de guerra, Xunquim. Ele legalizou o uso civil da guerra de guerrilha, mas isso era apenas uma formalidade, pois já era uma prática generalizada. Ele rejeitou todas as ofertas de desertar e colaborar com o governo fantoche japonês.

## Morte
Em 10 de março de 1943, seu carro sofreu um acidente. Dois dias depois, ele teve um derrame durante uma reunião com a delegação canadense. Como ele estava no hospício, ele pediu que a recuperação de Taiuã fosse incluída no acordo do pós-guerra; tornou-se parte da Declaração do Cairo meses depois. Ele morreu em 1 de agosto com a idade de 76 anos e um mês de luto foi declarado. Ele foi o chefe de estado mais antigo na ROC, enquanto esta ainda ocupava a China continental. O comitê executivo central elegeu Chiang como presidente algumas horas após a morte de Lin. Todos os poderes negados à presidência foram restaurados para Chiang.
Lin visitou a montanha Qingzhi ("Planta Verde") em Lianjiang, Fucheu, Fuquiém e ficou fascinado por ela, o que o encorajou a se denominar "Planta Verde do Velho" (青芝 老人) em sua velhice. Seu monumento, construído ao lado da montanha Qingzhi em 1926 antes de sua morte, foi danificado na Revolução Cultural e restaurado em 1979.

## Família
Lin adotou seu sobrinho Lin Jing (conhecido em inglês como KM James Lin) como filho. Enquanto estudava como estudante de pós-graduação na Universidade Estadual de Ohio, James Lin se casou com Viola Brown, uma balconista de cinco centavos, embora ele já tivesse duas esposas na China. Lin Sen se opôs ao casamento e o casal acabou se divorciando. James Lin voltou para a China e morreu em combate durante a invasão japonesa.

## Legado
Existem estradas com o nome de Lin Sen em Taipé, Kaohsiung, Tainan e outras vilas e cidades em Taiuã devido ao seu papel na luta contra a invasão japonesa de Taiuã e como presidente da ROC.
Na República Popular da China, Lin foi denunciado por seu anticomunismo, mas desde então foi reabilitado após a Revolução Cultural.